# Trojmezí

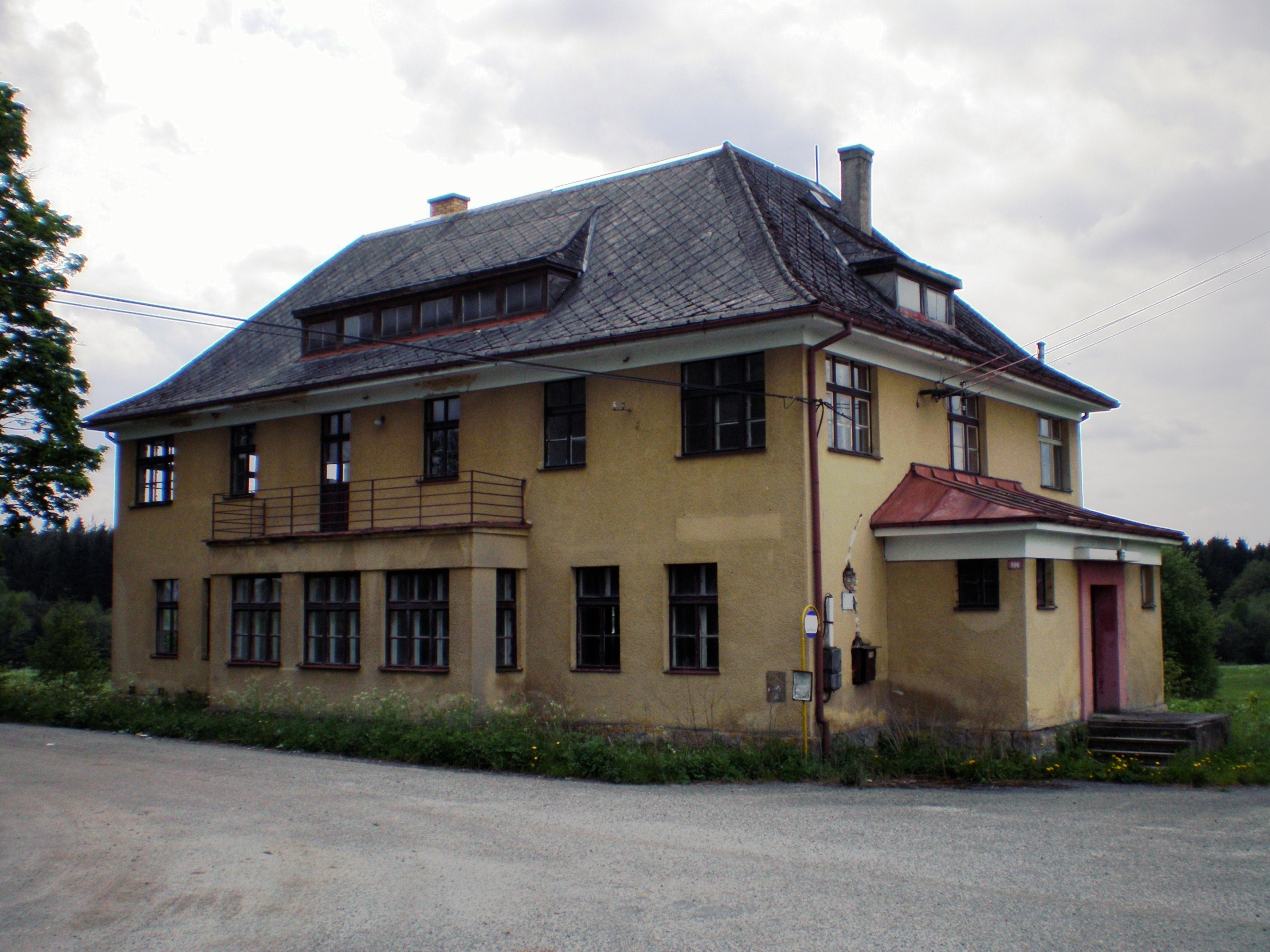
Ehemaliges Restaurant in Trojmezí

Trojmezí (deutsch Gottmannsgrün) ist ein Ortsteil der Gemeinde Hranice in Tschechien.

## Geografie

### Geographische Lage
Das Dorf liegt zwei Kilometer westlich von Hranice und einen Kilometer nördlich von Kozí Hřbety. Etwa drei Kilometer nordwestlich von Trojmezí befindet sich das Dreiländereck Böhmen-Franken-Sachsen, weshalb der tschechische Name des Ortes „Dreiländereck“ bedeutet. Vier Kilometer nördlich liegt das sächsische Ebmath.

### Ortsgliederung
Heutigentags gehört noch die Ansiedlung Kozí Hřbety (Ziegenruck) zu Trojmezí. Nur auf dem Kataster finden sich Urkunden der Wüstungen der Einöden Císařský hamr (Kaiserhammer), Kaltenfrosch, Mäcklovy Domky (Mäckelhäuser), Nové Město (Neustadtl), Richterovy Domky (Ritterhäuser) und Schwammenbach.

## Geschichte
Gottmannsgrün wurde zum ersten Mal im 12. oder 13. Jahrhundert gegründet aber um 1350 schon wieder aufgegeben. Etwa fünfzig Jahre später glückte ein neuer Besiedlungsversuch, der sich auch auf die neugegründeten Ortsteile Untergottmannsgrün und Kaiserhammer erstreckte. Erst etwa fünfhundert Jahre danach wurde die Siedlung Ziegenrock aufgebaut.
Gottmannsgrün war ein Ort mit guter Infrastruktur. 1939 gab es in diesem Dorf 764 Einwohner. Es waren neben der Landwirtschaft auch die industriellen und dienstleistenden Sektoren vertreten, und es gab über zehn Vereine am Ort.
Nach dem Zweiten Weltkrieg wurde die deutschsprachige Bevölkerung vertrieben, nur wenige Tschechen siedelten sich an. Daher beträgt die Einwohnerzahl nur einen Bruchteil der einstigen Größe.

### Einwohnerentwicklung
| Jahr | Einwohnerzahl |
| ---- | ------------- |
| 1869 | 1039          |
| 1880 | 1075          |
| 1890 | 932           |
| 1900 | 942           |
| 1910 | 947           |

| Jahr | Einwohnerzahl |
| ---- | ------------- |
| 1921 | 797           |
| 1930 | 845           |
| 1950 | 123           |
| 1961 | 92            |
| 1970 | 47            |

| Jahr | Einwohnerzahl |
| ---- | ------------- |
| 1980 | 33            |
| 1991 | 31            |
| 2001 | 32            |
| 2011 | 26            |